# Andromeda und Perseus (Zimmermann)
Andromeda und Perseus ist ein Melodram (Originalbezeichnung: „Schauspiel mit Musik“) in sechs Auftritten von Anton Zimmermann (Musik) mit einem Libretto von Wolfgang von Kempelen oder Benedikt Dominik Anton Cremeri. Es wurde am 3. April 1781 am Wiener Hofburgtheater uraufgeführt.

## Inhalt
Das in sechs Auftritte aufgeteilte Melodram handelt von der Opferung der äthiopischen Prinzessin Andromeda und ihre Befreiung durch Perseus. Da Andromedas Mutter Kassiopea es wagte, sich für schöner als die Nereiden zu halten, zürnte der Meeresgott Poseidon und strafte das Land durch eine Flut und das Meeresungeheuer Ketos. Auf Befehl des Orakels von Ammoneion beugt sich Andromedas Vater Kepheus schließlich dem Druck und bringt seine Tochter zu einem Felsen am Meer, um sie dem Seeungeheuer zu opfern.
Dem Libretto von 1780 zufolge zeigt das Theater eine Aussicht auf die offene See, auf der einen Seite einen Felsen, auf der anderen Wald, vorne einen Opfertisch.

### Erster Auftritt
Andromeda, in Weiß gekleidet, wird durch ihre Eltern und einem Gefolge von Priestern, Jünglingen und Mädchen und Wachen herausgeführt. Auf dem Opfertisch wird Weihrauch dargebracht. Den Vorschriften nach soll kein Wort gesprochen werden, doch Königin Kassiopea bricht von Schmerz erfüllt das Schweigen und klagt sich selbst an die Mörderin ihrer Tochter zu sein. Der Oberpriester bittet sie zu schweigen, doch Kassiopea klagt fort: „Unglückliches Schlachtopfer, kannst du mir verzeihen?“ Die Priester führen Andromeda zu dem Felsen, auf dem schon die Ketten bereit hängen und fixieren sie. Andromeda lässt all dies ruhig geschehen, während Kepheus und Kassiopea klagen und weinen. Als die Priester fertig sind, zieht das ganze Gefolge ab und Andromeda bleibt allein zurück.

### Zweiter Auftritt
Andromeda stimmt eine Klage gegen die Götter an.

„Ist das der Altar, ihr Götter! Den ihr mir zur Vermählung bestimmt habt? Zur Vermählung mit dem Tode? Sind dies die feierlichen Hochzeitskränze…“ (sie deutet auf ihre Ketten) „… die mich an meinem Brauttage zieren sollen? […] Und das Götter! – Das kann euch ein reizendes Schauspiel sein? Eine unbedeutende Schwachheit eines Weibes – vor euch ein unverzeihliches Verbrechen – kann durch nichts als den Tod ihres einzigen Kindes getilgt werden. Nur das Blut eines schuldlosen Mädchens kann eure Rache tilgen? Ha! Grausame! Wenn dieser Anblick eure Wonne vemehrt, so seht vom Olmyp herab auf das Würmchen! Zertret’s, zertret’s und triumphiert über den großen Sieg.“

Andromeda fällt auf die Knie, bereut ihre Worte und will sich ihrem Schicksal ohne Widersträuben fügen und bittet die Götter, ihr Stärke und Mut zu schenken, damit sie ihr grausames Ende ertragen kann. Sie steht auf.

„Es ist Herrlichkeit, es ist Wonne für mich, ein Versöhnopfer zwischen Göttern und Menschen zu sein […] von meinem Vaterlande das Unheil abzuwenden, dass es schon so lange verheeret. Öffnet euch ihr unermesslichen Schlunde, sperret eure Ungeheuer aus, dass sie es verschlingen das Opfer, dass es hier zur Versöhnung auflodert.“

Das Ungeheuer Ketos verlässt seine Höhle und geht ins Meer. Andromeda wird von Angst ergriffen und fleht zu den Göttern, ihr einen schnellen Tod durch einen Dolch, ein Seil, Gift, einen Blitz des Jupiter oder ein Erdbeben des Neptun zu gewähren. Andromeda fleht um Erbarmen und bricht ohnmächtig an den Ketten ausgespannt hängen.

### Dritter Auftritt
Perseus kommt auf der Seite hervor, auf der Andromeda am Felsen angekettet – da sie vom Fels bedeckt ist, sieht er sie noch nicht. Er setzt sich, um sich auszuruhen. Die Musik ist ruhig, angenehm und scherzend. Perseus betrachtet die Gegend. Sein Blick fällt auf die angekettete Andromeda, die er zunächst für eine Bildsäule hält, bis er sieht, dass sie atmet.

„Ein lebendes Geschöpf. Ha, ein Mädchen von seltenen Reizen. Tränen an den Wangen? Wie bezaubernd ist der Anblick! Das muss man näher erforschen.“

Während Perseus vom Felsen heruntersteigt, um Andromeda zu belauschen, wacht diese aus der Ohnmacht auf, und klagt, warum die Götter sie so erneut strafen, statt ihr einen schnellen, schlafenden Tod zu gewähren. Perseus spricht Andromeda an, die heftig erschrickt. Perseus legt seine Waffen ab, um Andromeda nicht zu ängstigen, doch sie wendet ihm den Blick ab.

„Ungeheuer! Auch in dieser Gestalt verkenn ich dich nicht. Auch unter dieser Larve erkenn ich meinen Mörder – hier ist dein Raub!“

Perseus glaubt, dass sie offensichtlich nicht bei Sinnen ist und fragt, ob er helfen könne. Andromeda weist ihn nur ab, denn der Tod halte sie bereits in seinen eisernen Ketten gefesselt. Perseus fragt, wer sie sei und von welchem Ungeheuer, Mörder und Tode sie spreche. Andromeda sieht Perseus wieder schüchtern an und kann nicht glauben, dass ihre Rettung womöglich bevorsteht. Als er ihr anbietet, den Verantwortlichen des Verbrechens an ihr zu bestrafen, bricht Andromeda ihr Schweigen und erzählt, dass sie als Strafe für die Hybris ihrer Mutter – die ihre eigene Schönheit mit denen der Nereiden verglich – durch göttlichen Zorn und einen Orakelspruch als Sühneopfer dem Tode geweiht ist. Perseus bietet ihr daraufhin an, sie von dem Schicksal zu befreien, doch Andromeda bittet ihn, sie in ihr Schicksal zu entlassen. Perseus wendet sich an Andromeda.

„Tausend Leben wagt’ ich, dass deinige zu erhalten. Deine Reize, Prinzessin, beseelen meinen Mut, o dürft ich hoffen – dürft ich hoffen nach dieser Tat, von deinem Herzen – – Nein! Kein Bedingnis – eh die Tat – dann bestimmst du den Lohn.“

Andromeda will Perseus davon abhalten, sich für sie zu opfern, denn selbst wenn er das eine Ungeheuer erschlage, habe Neptun schließlich noch Tausende, doch Perseus sagt, als Sohn des Jupiter fände er noch andere Wege, die Götter zu beugen. Andromeda fragt irritiert „Ein Gott will mein Beschützer sein?“, worauf Perseus ihr zu Füßen fällt:

„Nicht Beschützer allein, dein Anbeter – dein Anbeter ist er. Von Merkurs Flügeln getragen, durchirre ich von Pol zu Pol den Dunstkreis dieses Erdballs… und nur hier – nur hier findet mein Herz das Ziel seiner Wünsche… Nur du, Schönste der Erdetöchter, entscheidest mein Schicksal… O sprich, darf Perseus sein Glück von dir hoffen? […] Wenn ich dein Leben rette… ist dein Herz – deine Hand mein Lohn?“

Andromeda versucht Widerstände ins Spiel zu bringen, etwa dass sie gegenwärtig über ihr eigenes Leben nicht bestimmt und ihre Eltern ohnehin zustimmen müssten. Gleichwohl sei ihr Herz gut und dankbar, worauf Perseus erwidert, dass er mehr nicht verlange und beginnt die Ketten loszumachen, doch Andromedas weigert sich, da ihr die Bande heilig seien. Daraufhin schlägt Perseus einen Ast ab und postiert seinen Schild mit dem Haupt der Medusa in Richtung Meer, um das Ungeheuer im Falle des Auftauchens sofort in Stein zu verwandeln. Mit den Worten, in Kürze sei Andromeda frei, schwingt er sich in die Lüfte und fliegt zum Haus des Kepheus.

### Vierter Auftritt
Andromeda bleibt allein zurück und beginnt wieder zu klagen und nach der Gerechtigkeit der Götter zu fragen, ihre Götter seien keine, die solch grausame Rache übten. Während Andromeda an Perseus denkt, nähert sich von ihr ungesehen das Ketos, das immer wieder leicht die Wasserfläche durchstößt. Als es sich dem Ufer nähert, springt Perseus hervor, greift seinen Schild und wirft sich mit gezücktem Schwert dem Ketos entgegen.

### Fünfter Auftritt
Während Perseus das Ketos bekämpft und letztlich mit dem Schwert besiegt, wechseln Andromedas Emotionen zwischen Furcht, Hoffnung, Freude und Verzweiflung. Ihre Eltern und der Rest des Volkes treffen am Ufer ein. Als Perseus verkündet, dass das Ungeheuer tot ist, jubelt das Volk.

### Sechster Auftritt
Andromedas Eltern eilen zu ihrer Tochter und umarmen sie, während ihre Fesseln gelöst werden. Andromeda fragt wo ihr Retter sei, woraufhin ihre Eltern erwidern, dass er fortan ihr Gemahl sei. Perseus kommt auf die Familie zu und entgegnet:

„Andromedas Arme sind nun frei von Ketten – ihr Herz sei eben so frei vom Zwange. Der väterliche Ausspruch lege ihr nicht neue Fessen an.“

Andromeda geht zu Perseus:

„Perseus! Nicht aus Gehorsam – nicht aus Dankbarkeit…“ (sie reicht ihm die Hand) „– aus Wahl…“

Perseus entgegnet, dass das Maß seines Glückes nun voll sei, und schlägt vor den Göttern ein Opfer darzubringen. Kassiopea bereut und dankt. Kepheus verkündet Perseus mit dem Empfang von Andromedas Hand auch seine eigene Krone und damit die Herrschaft über Aithiopia. Das Volk jubelt und lobpreist Perseus und Andromeda als neue Herrscher. Perseus und Andromeda reichen sich die Hände, die Eltern legen ihnen die Hände auf de Schultern, die Knaben und Mädchen krönen sie mit Blumenkränzen, die Priester opfern und das Volk drückt seine Freude durch Scherben aus. Der Vorhang fällt.

## Hintergründe

### Vom Patriarchat zur Selbstbestimmung
Verglichen mit den antiken Darstellungen aber auch der damaligen zeitgenössischen Eheschließpraxis der europäischen Adels- und Herrscherhäuser enthält das 1780 erschienene Libretto geradezu feministische Gedanken der Selbstbestimmung. Bedingt ist dies vor allem durch Perseus, der hier wesentlich edlere Motive und Charakterzüge zeigt, als es im antiken Mythos der Fall ist. So fragt der in Leidenschaft zu Andromeda entbrannte Perseus in der antiken Andromedatragödie des Euripides das hilflose Mädchen, was er denn als Lohn bekomme, wenn er sie rette, woraufhin die verzweifelte Andromeda sich ihm letztlich als Dienerin, Gattin oder Sklavin anbietet. Bei Ovid und der Bibliotheke des Apollodor wird ihr sogar jedwede eigene Entscheidung abgenommen, da Perseus Andromedas Eltern dazu nötigt, diese für sie zu treffen.
Im Libretto hingegen ist Perseus zwar versucht, Andromeda unter Druck zu setzen, ihn zum Mann zu nehmen, entscheidet sich jedoch letztlich dagegen, ihre Rettung an eine Bedingung zu knüpfen. Als er das Ketos getötet hat und Kepheus ihm seine Tochter als Braut verspricht, lehnt Perseus unmissverständlich ab.

„„Andromedas Arme sind nun frei von Ketten – ihr Herz sei eben so frei vom Zwange. Der väterliche Ausspruch lege ihr nicht neue Fesseln an.““

Damit gibt Perseus Andromeda aus seiner Entscheidungsgewalt, er verdeutlicht ihr, dass sie keine Ehesklavin sein wird, sondern es allein in ihrer Entscheidung liegt, ob sie seine Gemahlin wird oder nicht, woraufhin Andromeda Perseus die Hand reicht und erklärt, dass sie weder aus Gehorsam noch aus Dankbarkeit, sondern aus freier Wahl ihn zum Mann nimmt.

### Selbstaufopferung
Ähnlich wie in anderen Darstellungen kämpft Andromeda mit einer Vielzahl von ambivalenten Empfindungen. Sie fürchtet sich vor dem Tod und klagt die Götter an, dass sie ihr dieses Schicksal auferlegen, steht andererseits steht aber auch zu ihren Eltern, die letztlich dem Spruch des Orakels und dem Druck des Volkes sich beugen müssen. Während die Andromedatragödie des Euripides ein schlechtes Verhältnis insbesondere zu ihrem Vater beschreibt,

„Warum fiel doch vor allem so herbes Los, Mir, Andromeda, zu? O ich Arme, des Todes soll ich sein!“ (F 115) […] „Nimm teil an meinem Schmerz; denn wer im Leid andere mitweinen lässt, findet Erleichterung.“ (F 119) […] „Miteidlos ist dein Vater, der dich, die leidensreichste unter den Menschen, dem Hades preisgab, um für das Land zu sterben.“ (F 120) […] „Beklagt mich, Fraun, die Traurige. Die Trauriges erduldete – O ich armes, armes Kind! – Und von Verwandten Gesetzloses litt“ (F 122)

ist Andromedas Beziehung zu ihren Eltern im Libretto trotz ihres Elends ungetrübt („O mein Vater – der beste Vater, meine Mutter – die beste Mutter“; „Schuldlos wuchs ich an dem Busen geliebter Eltern heran“). Letztlich wehrt sich Andromeda aus Loyalität sogar gegen Perseus Befreiungsversuche, der daraufhin zu ihren Eltern fliegt, um ihr scheinbar sowohl ihre Rettung anzubieten, als auch um Andromedas Hand zu bitten. Als Kepheus Perseus bittet seine Tochter zu retten und damit „Andromedas Bande“ löst, kehrt Perseus zurück und rettet Andromeda vor dem Tode und erlöst sie aus ihrem selbstgewählten Loyalitätsversprechen.

## Gestaltung
Das Werk gehört zur Gattung des Melodrams. Dabei handelt es sich um ein Schauspiel, bei dem die gesprochenen Texte mit Musik unterlegt sind, vergleichbar dem Soundtrack eines Spielfilms. Diese Gattung war zur Entstehungszeit noch neu. Wolfgang Amadeus Mozart schrieb 1778, nachdem er in Mannheim zum ersten Mal die Aufführung eines Melodrams, einer „deklamierten Oper“, erlebte, noch nie habe ihn etwas so tief beeindruckt. Von Anton Zimmermann sind zwei Werke dieses Typs vollständig überliefert, darunter Andromeda und Perseus.

## Werkgeschichte
Das Libretto wurde anonym veröffentlicht. Einige Quellen nennen als Autor Wolfgang von Kempelen, andere dagegen Benedikt Dominik Anton Cremeri (1752–1795).
Die Uraufführung mit der Musik von Anton Zimmermann fand am 23. April 1781 im Hofburgtheater in Wien statt. Es gab mehrere Folgeaufführungen. Eine weitere Produktion wurde 1786 in Weimar gezeigt.
Am 22. Juni 1794 wurde der Text in einer neuen Vertonung von Friedrich Ludwig Benda im Faberbräu in München gespielt.
Eine Wiederentdeckung gab es erst 2021 in Form einer mit Poetry-Slam modernisierten Neufassung von Sulaiman Masomi mit Masomi und Leticia Wahl. Masomi sprach die neuen Texte des Perseus im Berliner Szene-Slang. Wahl dagegen rezitierte den originalen Wortlaut der Andromeda-Partie. Werner Ehrhardt leitete das Ensemble l’arte del mondo. Aufgrund der Maßnahmen gegen die COVID-19-Pandemie war außer den Organisatoren und zwei Pressevertretern kein Publikum zugelassen. Ein Mitschnitt wurde am 10. Oktober 2021 im Radio WDR 3 übertragen.

## Digitalisate
- Andromeda und Perseus: Noten und Audiodateien im International Music Score Library Project
- Libretto, Wien 1780. Digitalisat bei Google Books (Zuschreibung: Wolfgang von Kempelen)
- Libretto, Hamburg 1809. Digitalisat der Library of Congress (Zuschreibung: Anton Cremeri)